# 200 mph
Pour plus de détails, voir Fiche technique et Distribution.
200 mph est un film d'action de course automobile réalisé par Cole McKay et distribué par The Asylum. Il est sorti directement en DVD le 26 avril 2011. Il s’agit d’un mockbuster du film Fast and Furious 5 (2011) d’Universal Pictures.

## Synopsis
Rick Merchant (Jaz Martin) idolâtre son frère aîné Tom (Tommy Nash). Celui-ci est renversé par un trafiquant de drogue impitoyable (Darren Thomas) lors d’une course de rue nocturne connue sous le nom de Sepulveda Suicide. Rick canalise son chagrin pour se venger au volant. Mais pour gagner, il devra modifier sa fidèle Mazda RX-7 / Nissan 240sx de 1988, avec l’aide d’un mécanicien, Kelly Garcia (Hennely Jimenez), pour obtenir le maximum de performances de sa machine.

## Distribution
- Jaz Martin : Rick Merchant
- Hennely Jimenez : Kelly Garcia
- AnnaMaria DeMara : Claudia
- Darren Thomas : Kayce
- Zedrick Restauro : Phong
- Jared Kahn : Albert
- Paul Logan : l’officier de police Flynn
- Janet Tracy Keijser : Debbie Merchant
- Tommy Nash : Tom Merchant
- Sam Aaron : Lou
- Cleo Berry : Jake
- Makelaie Brown : Domingo Juarez
- Pason : Amber
- Sean Cory Cooper : un préposé
- Meredith Thomas : Cherrie, la gérante
- Mike Gaglio : Docteur Steven
- Chris Trouble Delfosse : Trouble, le bras droit de Domingo

## Production
Le titre est apparu pour la première fois en novembre 2010 sur le site officiel de The Asylum sous le nom de 200 MPH: Midnight Racers. Plus de détails sur le film ont émergé lorsque sa page officielle sur le site a été mise en ligne en janvier 2010, à peu près au même moment où le tournage principal a commencé. Il a été révélé que le sous-titre Midnight Racers avait été abandonné, et que le film sera réalisé par l’expert vétéran en cascades Cole McKay (Transformers 3 : La Face cachée de la Lune, Cloverfield) et écrit par Thunder Levin. Seuls Jaz Martin, Anna Maria DeMara, Darren Thomas et Hennely Jimenez ont été annoncés pour le casting. La sortie du film était prévue pour le 26 avril 2011.
Pendant la production, la Mazda RX-7 utilisée comme voiture de Rick Marchand a été volée. La RX-7 appartenait au drifter professionnel primé Justin Pawlak. Le véhicule se trouvait à l’intérieur d’une remorque Aztex fermée de 26 pieds, attachée à la Chevrolet 2500HD de Pawlak, volée au milieu de la production.

## Versions
Le film est sorti en DVD et Blu-ray le 26 avril 2011. Il a également été mis à disposition pour la vidéo à la demande sur le câble et d’autres sites Web, y compris iTunes, Amazon, Zune (également sur Zune via Xbox Live) et Blockbuster.
Certaines sorties étrangères ont reçu des titres différents. En Grèce, il est publié comme 300 km/h, tandis qu’en France, le titre est plutôt Fast Drive.
Le film est sorti un mois plus tard, le 26 mai 2011, sur le streaming instantané de Netflix. En moins de 24 heures, le film s’est hissé dans le top 5 des 50 titres en streaming les plus populaires, culminant à la 3e place. La liste est générée par le site Web compagnon non officiel de Netflix, Instant Watcher.Com.

## Accueil

### Réception critique
Le film a reçu des critiques mitigées de la part des critiques professionnels.
H. Perry Horton du blog Committed a donné au film une critique positive, louant en particulier les performances des acteurs principaux Jaz Martin et AnnaMaria DeMara. Il fait également l’éloge du film pour avoir « beaucoup de cœur pour un film d’action, plus de cœur, en fait, que la plupart des films Fast and Furious, sans sacrifier l’action ».
Noel Anderson de Goof Roof a également donné au film une critique positive, louant les performances des acteurs Hennely Jimenez et Paul Logan, et déclare que « si vous aimez les démonstrations de fureur automobile et les strip-teaseuses, alors ce film est fait pour vous ».
Christopher Armstead de Film Critics United décrit le film comme « tolérable » au regard du standard des films sortis par The Asylum. Il cite le mauvais jeu d’acteur de la distribution, mais distingue les performances des acteurs Darren Thomas, Paul Logan et Tommy Nash comme exceptions. Armstead déclare que le film « n’était pas si mauvais tout bien considéré. Les scènes de course automobile, moins les coupes des effets spéciaux numériques, étaient bien meilleures que ce à quoi je m’attendais. »
Trevor Anderson de Movie Mavericks a donné au film une critique mitigée. Les aspects négatifs cités incluent les jurons et la nudité inutiles, et les effets spéciaux numériques. Cependant, la critique était généralement positive, faisant l’éloge du réalisateur Cole McKay pour le bon jeu des acteurs et les plans bien cadrés. Les acteurs sont particulièrement félicités, y compris Zedrick Restauro et Jared Kahn, ayant ajouté « une étincelle bien nécessaire à la dynamique de groupe, en particulier dans la scène où ils volent une voiture dans une fourrière ». L’acteur décrit comme celui qui « brille le plus » est Tommy Nash, même s’il n’apparaît dans le film que pendant les quinze premières minutes.

## Analyse

### Erreurs et incohérences
L’un des plus grands reproches faits à ce film, étant donné qu’il s’agit d’un film destiné aux amateurs de voitures, est le manque de cohérence. À un moment donné dans le film, une voiture change de marque et de modèle sans explication, et elle est traitée comme s’il s’agissait de la même voiture, tout en étant appelée du nom d’une troisième voiture. La voiture passe d’un châssis FC Mazda RX-7 à une Nissan 240sx lors de scènes rapides. La voiture est également appelée Mazda MX-5, ce qui est une version de la Mazda Miata. Le film fait également de nombreuses références aux performances de la voiture, tout comme celles de la Nissan 370Z (au début du film) et de la Nissan GT-R contre laquelle elle court. La plupart des chiffres donnés ne sont pas fidèles aux performances réelles des voitures. La réaction négative générale à ce film peut être vue par les statistiques, qui ont montré que 58,3% des personnes sur IMDb ont évalué le film 1 sur 10, et il est souvent appelé « le pire film de tous les temps ».